# 艾莉·帕金斯謀殺案
艾莉·帕金斯（Elli Perkins，原姓“Present，普瑞森特”，1949年—2003年3月13日）是美國的一位玻璃藝術家和山達基教信徒，居住在紐約州西部，在紐約州水牛城山達基教會分部擔任高級聽析員。
當她的兒子傑瑞米開始表現出精神分裂症的跡象時，帕金斯沒有尋求精神醫學護理，而是試圖按照山達基教的方式治療他。傑瑞米的病情隨後繼續發展，他覺得母親強迫他服用維他命補充劑是在毒害他。在一次自殺未遂之後，傑瑞米謀殺了他的母親。
這起謀殺案得到了媒體的廣泛報道，大量資料暗示帕金斯拒絕讓其子傑瑞米接受精神科醫生的治療，從而最終導致了其子症狀的發作和她自己的死亡。

## 受害者早年背景
艾莉·帕金斯（Elli Perkins），原名艾莉·普瑞森特（Elli Present），是猶太人；她嫁給了在基督教背景下長大的唐·帕金斯（Don Perkins）。艾莉在參加山達基課程後不久就遇到了唐。在搬到紐約州布法羅之前，艾莉住在紐約州的羅徹斯特並就讀於羅徹斯特理工學院。她製作手工玻璃藝術品，並前往紐約州一年一度的北部斯特林文藝復興節（Sterling Renaissance Festival，她本人是文藝復興展會的成員）出售她的商品。她也幫忙管理尼加拉工藝協會（Niagara Craft Association）。
1979年，同爲山達基人的唐·帕金斯和艾莉·帕金斯在參加山達基教課程並接受一系列聽析程序後達到了所謂“清新”的狀態。隨後在1980年代，帕金斯全家搬到了加利福尼亞州居住，艾莉在山達基教會位於洛杉磯的名人中心工作。到了1980年代末，他們一家人又搬回了水牛城。艾莉和唐有一個女兒和一個名叫傑瑞米的兒子（1974年出生），後者住在家裡並為唐的承包公司工作。除了承包工作外，唐還是一名家具師和木匠。

## 其子心理健康每况愈下
傑瑞米24歲時開始表現出行為上的變化，他告訴父親他聽到了腦海中的聲音。當時，傑瑞米的父母將他送入了位於加州的山達基海洋組織，他們希望機構能幫助解決這一令人不安的行為。他在海洋機構的“治療”並沒有成功，因此他在幾個月內回到了父母身邊，並繼續在父親的生意中工作。
艾莉的一位非常親近的朋友說，“艾莉堅信精神醫學即是一種邪惡”，因此她不會就兒子的精神疾病諮詢精神科醫生。 山達基人根據教義認為精神病學「不起作用」。庭審中法院要求對傑瑞米進行精神評估，報告顯示他在2001年就開始表現出了精神分裂症的症狀。律師約翰·努切雷諾（John Nuchereno）為其辯護稱，他在2002年夏天症狀出現了惡化，他的父親甚至不得不終止他的雇傭關係。他的病情迅速惡化，教會竭盡全力但是無法治癒他；他們隨後宣稱傑瑞米為三級“潛在麻煩來源者”，並禁止他參加進一步的山達基課程。

## 尋求精神醫學以外的替代醫學
2001年8月14日，傑瑞米被發現非法侵入紐約州立大學水牛城分校外，在被捕羁押後，法院下令在當地醫院進行精神檢查，證實傑瑞米患有精神分裂症。 母親帕金斯後來說服法庭將她的兒子交由她監護。她開始尋找精神醫學的替代治療方法，並拒絕讓她的兒子接受抗精神病藥物治療。2002年秋天，珀金斯家族諮詢了山達基人整骨醫生康拉德·莫費爾博士。根據被告人辯護律師努切雷諾的說法，莫費爾醫生得出的結論是“他患有某些消化問題，體內有某些化學毒素，需要將其清除。”莫費爾說他需要透過維生素療法來「補充能量」。
帕金斯給傑瑞米服用了建議的維生素，但傑瑞米對他的母親產生了高度懷疑。在一次錄音採訪中，在被問及對服用這些維生素有何擔憂後，傑瑞米說：“好吧，只是擔心她可能想毒害我什麼的。”2003年2月，帕金斯帶著傑瑞米去見了自學成才的所謂「自然治療師」阿爾伯特‧布朗（Albert Brown）。傑瑞米在一次療程中告訴布朗：“有時我認為我是耶穌基督。”帕金斯想送傑瑞米去布朗那裡接受治療，但幾天前傑瑞米開始表現得更加咄咄逼人。在與她的女婿傑夫·卡爾森（Jeff Carlson，是水牛城山達基教會的執行董事）協商後，帕金斯被告知要給傑瑞米“質能時空工作”（MEST work），即繁重的家務事，從而讓他感到疲倦。

## 謀殺

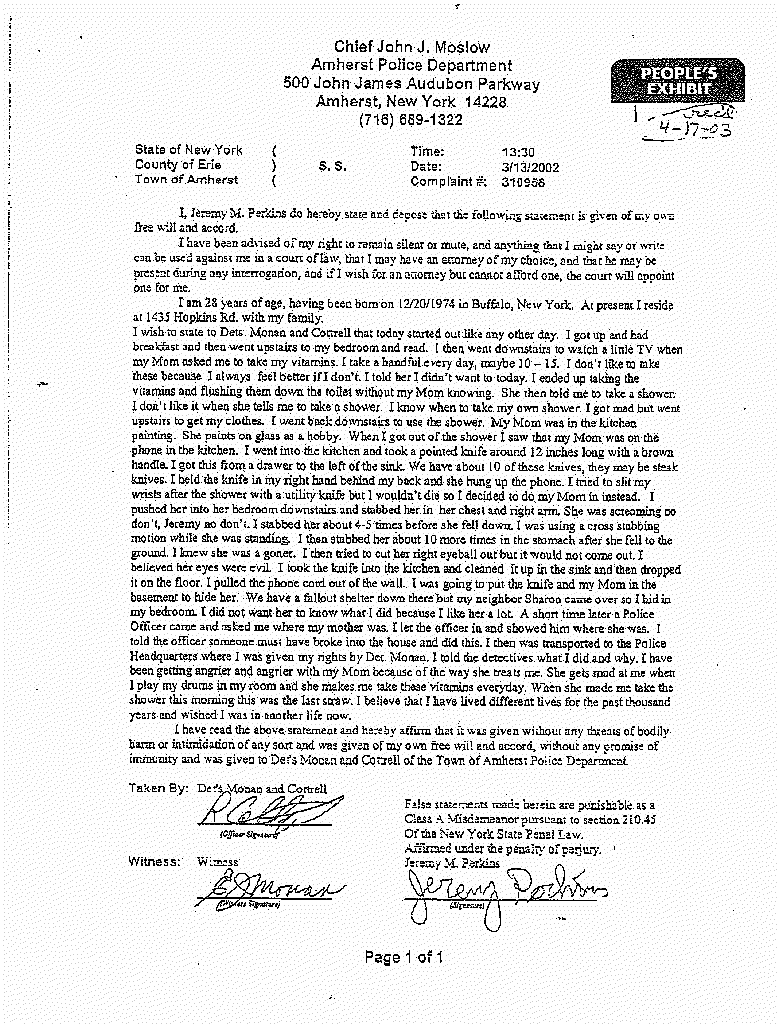
傑瑞米向警方的陳述報告原文。

當傑瑞米28歲時，他的父母認爲布朗醫生的治療方案是符合山達基教義的，因此同意他應該留在布朗身邊。傑瑞米也同意布朗或許可以幫助他，並決定於2003年3月13日下午過去。當天早上，其父親唐不得不提前結束工作以調解母子兩人的矛盾。艾莉要傑瑞米去洗澡，傑瑞米照做了。當他洗完澡後，傑瑞米發現他的母親在廚房打電話。當艾莉和她的朋友說話時，他拿起一把牛排刀襲擊了她。根據給警方的聲明，傑瑞米表示：
洗完澡後，我試圖割腕……但我不想死，所以我決定把我媽媽放進去……她尖叫著，“不，傑瑞米，不要。”在她倒下之前，我刺了她四、五刀。 ……然後，在她倒地之後，我又在她的肚子上刺了大約十刀。我知道她已經死了。 ……我相信我在過去的數千年裡過著不同的生活，並希望現在我是在另一種生活中。
傑瑞米說，他試圖割掉她的右眼，因為他認為這是邪惡的，但沒有成功。他還發表了這樣的言論，“當我在房間裡打鼓時，她對我很生氣，她還叫我每天服用這些維生素。當她今天早上叫我洗澡時，這是壓死駱駝的最後一根稻草。” 傑瑞米的警方陳述導致法庭下令進行精神檢查。
驗屍報告顯示，帕金斯身上被刺了77刀。2003年6月，傑瑞米在伊利郡法院對犯罪武器和二級謀殺指控表示無罪。負責該案的地區檢察官表示，刺死在兇殺案中並不罕見，但77處刺傷「確實罕見」。法院下令對傑瑞米再次進行精神檢查。

## 後果
2003年7月29日，傑瑞米因精神疾病或缺陷之缘故而被認定不負有責任，並被處以緩刑。六個月後，即2004年1月29日，紐約州精神病辦公室簽發了一份拘留令，將他評估為“患有危險的精神疾病”，授權將他關押在“您可選擇的安全設施”中。 
水牛城山達基教會前副主任里奇·鄧寧 (Rich Dunning) 表示，謀殺發生後，該教會的國際領導層“陷入了恐慌”，並試圖“盡可能遠離傑瑞米”。他也表示，這起謀殺是一次公共關係慘敗，因為它暴露了山達基教禁止諮詢精神科醫生這一教義的危險，以及達到運作中的希坦水平的高階成員可以獲得特殊能力的信念。傑瑞米後來接受了抗精神病藥物治療，法庭精神科醫生稱這些藥物已經穩定了他的病情。辯護律師努切雷諾說：“傑瑞米本人告訴我，他堅信，如果他（早些時候）服用了這些藥物，就不會發生這種情況。” 努切雷諾接受哥倫比亞廣播公司《48小時》節目採訪後，山達基教會的一名高級工作人員拜訪了傑瑞米；隨後努切雷諾被另一位曾爲山達基教工作過的律師取代。
2006年3月，《洛杉磯周刊》（LA Weekly）的一則廣告指責湯姆·克魯斯（山達基教會的宣傳大使）和山達基教會製造了這起謀殺案。廣告中寫道：“感謝湯姆·克魯斯和山達基教會提供的有關心理健康的專家建議”。該廣告講述了艾莉·帕金斯的死因，稱她是「被患有精神分裂症的兒子殺死的，因爲她被告知需要用維他命處理而不是精神科治療」。該廣告還引用了「PerkinsTragedy.org」網站， 網站Salon.com也同樣引用該網站。
2006年10月28日，哥倫比亞廣播公司的《48小時》節目播出了有關珀金斯去世的片段。哥倫比亞廣播公司後來報導了該節目的製作背景，並寫道他們收到了山達基人的投訴：「山達基教社群對這個故事並不滿意，因爲這提出了一種可能性：如果帕金斯的兒子接受了精神病治療，她就可能不會被謀殺」。根據哥倫比亞廣播公司報道，教會沒有為《48小時》的製作人員提供官方發言人，並試圖影響節目的播出。山達基人表示，哥倫比亞廣播公司存在利益衝突，因為製藥公司在該網絡的電視節目上做廣告。然而，哥倫比亞廣播公司新聞標準和特殊項目高級副總裁琳達·梅森（Linda Mason）表示：「大錯特錯……在哥倫比亞廣播公司，銷售部門和新聞部門之間存在著阻斷訊息的一堵中國牆。我們不交流。 我們在哥倫比亞廣播公司上做過很多關於來自贊助商的藥物產品的不良影響的報導。當被問及山達基教會擅於訴訟的特質時，梅森表示這一擅訴的歷史並沒有影響該節目的製作，他說：“我們所報道的事件在法庭上是站得穩脚的。” 